# Dan Rusanowsky

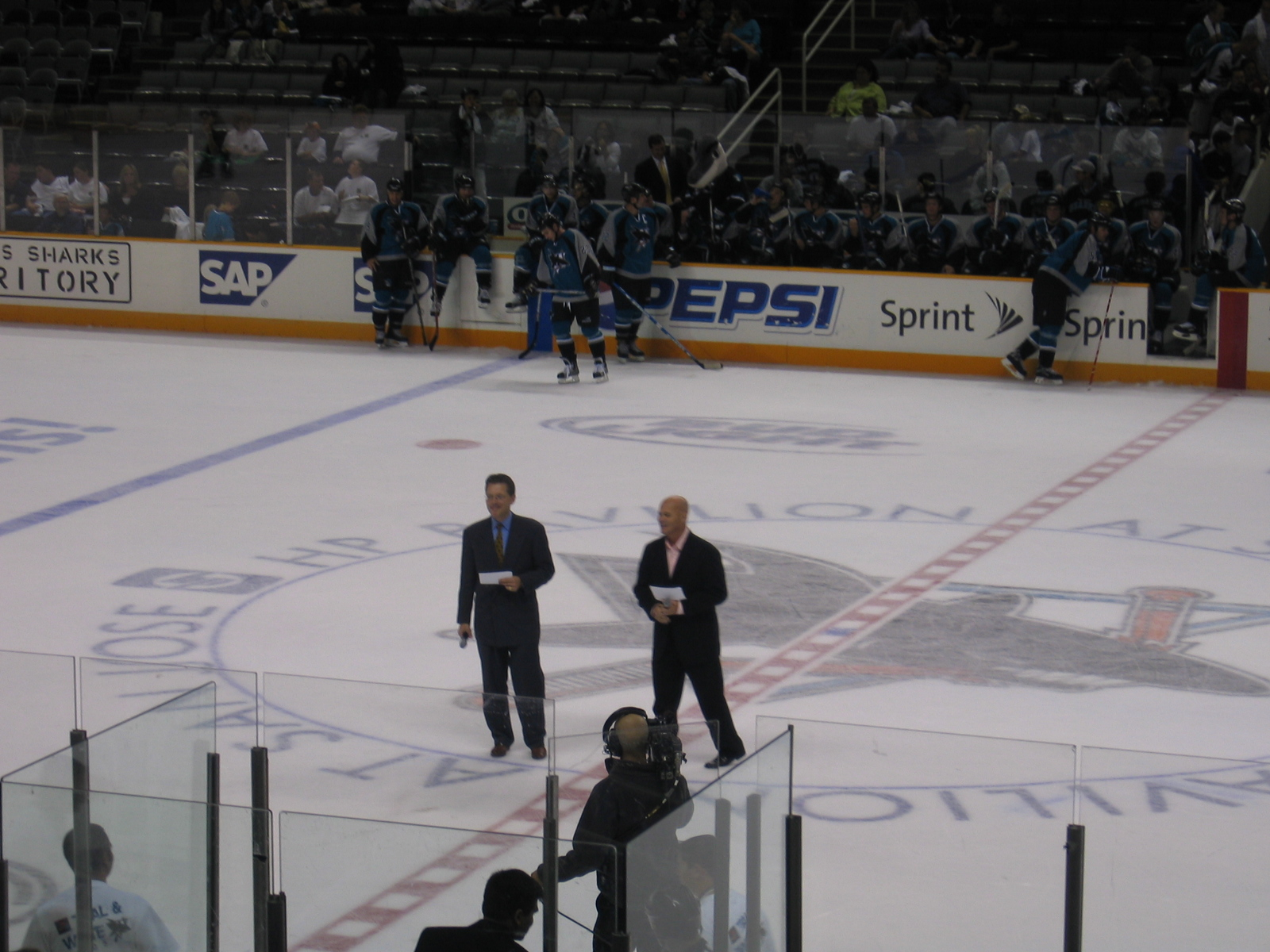
Rusanowsky (links) und Drew Remenda

Dan Rusanowsky (* 31. Dezember 1960 in Milford, Connecticut) ist ein US-amerikanischer Sportkommentator, der die Saison- und Playoffspiele der San Jose Sharks, einem Franchise der nordamerikanischen Profi-Eishockeyliga NHL für den Radiosender KFOX kommentiert. Unterstützt wird er dabei durch die beiden Ex-Profis Jamie Baker und David Maley.
Rusanowsky arbeitet seit der ersten Saison des Franchise bei den Sharks und ist dadurch als "Voice of the San Jose Sharks" (dt. Stimme der San Jose Sharks) bekannt. Bevor der US-Amerikaner in die Bay Area kam, arbeitete er Radiokommentator für das American-Hockey-League-Team der New Haven Nighthawks und die Eishockeymannschaft der St. Lawrence University von 1979 bis 1986. Nachdem Rusanosky zu den Sharks kam, kommentierte er bis 2000 774 Spiele in Folge, ehe er am 25. November 2000 nach einem Autounfall nicht kommentieren konnte. Am 21. März 2004 moderierte er beim Spiel gegen die Edmonton Oilers sein 1.000 NHL-Spiel.
Neben der Arbeit für die Sharks führte er zudem durch Radiosendungen für die Oakland Athletics, Oakland Skates, San Jose Rhinos und San Jose Grizzlies. Beim Champ-Car-Rennen auf dem Stadtkurs in San José gehört er ebenfalls zum Rundfunkteam.